# Eldorado (ciruela)
Eldorado es una variedad cultivar de ciruelo (Prunus americana), de las denominadas ciruelas americanas.
una variedad de ciruela cuyo origen es de plántula cultivada por H. A. Terry de Crescent (Iowa) antes de 1899. Las frutas tienen un tamaño pequeño, redondeado, no comprimido, mitades iguales, color de piel de fondo amarillo al que se superpone rojo oscuro, cubierto de abundante pruina delgada, puntos numerosos, pequeños, grisáceos, y pulpa de color amarillo, textura firme, y sabor agridulce. Variedad de uso preferente en preparados culinarios.

## Historia
'Eldorado' es una variedad de ciruela cuyo origen es plántula cultivada por H. A. Terry de Crescent (Iowa), quien lo introdujo en los circuitos comerciales de 1899.
Ha sido descrita por : 1. Ia. Sta. Bul. 46:269. 1900. 2. III. Hort. Soc. Rpt. 135. 1903- 3. Ibid. 426. 1905.
Esta variedad de P. americana es muy satisfactoria. Requiere poda y entrenamiento muy cuidadosos para mantener los árboles manejables. Esta variedad pertenece al medio oeste americano, se adapta bien al cultivo para uso doméstico en el norte del estado de Nueva York, donde hace demasiado frío para las ciruelas europeas.

## Características
'Eldorado' árbol de crecimiento fuerte y saludable, más bien erguido al principio, luego se extiende, de copa baja, resistente, generalmente productivo, muy buen polinizador de otras variedades de ciruelos.
'Eldorado' tiene una talla de fruto de tamaño pequeño, de forma redondeado, no comprimido, mitades iguales, cavidad inusualmente poco profunda, muy estrecha, falta sutura, ápice redondeado; epidermis tiene piel gruesa, dura, con color de fondo amarillo al que se superpone rojo oscuro, cubierto de abundante pruina delgada, puntos numerosos, pequeños, grisáceos; Pedúnculo de longitud largo; pulpa de color amarillo, textura firme, y sabor agridulce.
Hueso semi adherida a la pulpa, tamaño grande, elíptico alargado, oblicua oval, aplanada.
Su tiempo de recogida de cosecha de fruta tardía, período de maduración de duración media.

## Progenie
Gracias al polen de 'Eldorado' como "Parental Padre" se ha obtenido las nuevas variedades de ciruelas:
- 'Nubiana'.[2][6]
- 'Burgundy'.[7]

## Usos
La ciruela 'Eldorado' de uso preferente, y valiosa con fines de preparados culinarios.